# Arctonyx albogularis
Arctonyx albogularis (лат.) — хищное млекопитающее подсемейства барсуков. Широко распространён в Южной и Юго-восточной Азии. Встречается в центральном и южном Китае, на востоке Тибета и в восточных Гималаях.

## Внешний вид и строение
Этот барсук средних размеров. При длине головы и тела от 55 до 70 сантиметров и хвоста от 11,4 до 22,2 см он примерно такого же размера, как европейский барсук. Длина хвоста обычно составляет четверть длины головы и тела. Длина задней лапы от 7,6 до 9,5 см, а длина уха около 3,9 см. Длина черепа от 116 до 149 мм, ширину от 68,8 до 89,1 мм. Теменной гребень отсутствует или развит слабо. Мех длинный, преимущественно черный спереди и сзади, сзади черный с примесью белого. Он мягче и длиннее, чем у других видов Arctonyx. Зимой у него отрастает густой подшерсток, а ость достигает длины до 7 см.
Он значительно мельче свиного барсука, имеет более тонкий череп и в среднем меньшие по размерам премоляры и коренные зубы. По сравнению с Arctonyx hoevenii, он крупнее, имеет более крупный череп, более широкую, пропорционально менее вытянутую морду и более крупные коренные зубы. Поскольку черные остевые волосы в мехе сильно перекрывают более светлый подшерсток, он значительно темнее свиного барсука, но не такой темный, как Arctonyx hoevenii.

## Образ жизни
Встречается в Китае от провинций Ганьсу, Хэбэй, Шаньси и Ляонин на севере до Юньнани, Гуанси и Гуандуна на юге, а также в крайнем восточном Тибете, северо-восточной Индии и, возможно, также в Непале и северной Бангладеш. На северо-востоке Индии ареал распространения совпадает с ареалом свиного барсука. Животные обитают в лесах и лугах умеренного пояса на высоте до 4300 метров и в некоторых районах относительно обычны. За исключением брачного сезона в апреле и мае, эти барсуки ведут одиночный образ жизни. Они обычно роют норы на берегах ручьев и рек. Детеныши, от одного до четырех в помете, рождаются в феврале или марте и кормятся молоком около четырех месяцев. В отличие от других видов Arctonyx, он обычно впадает в спячку с ноября по февраль, особенно в северном Китае. Ведут преимущественно ночной образ жизни, в основном активны с 19:00 до 21:00 и с 3:00 до 5:50 утра. Естественные враги: леопард, волк и гималайский медведь.
На сегодняшний день проведено два исследования его рациона. В провинции Цзянси на юго-востоке Китая животные в течение периода исследования питались почти исключительно мясной пищей. Мелкие позвоночные, особенно грызуны, были обнаружены в 77 % исследованных проб фекалий, а важным компонентом рациона были также улитки, останки которых были обнаружены в 19 % проб. Остатки растений не обнаружены. Напротив, Arctonyx albogularis, изученные в провинции Шэньси на севере Китая, в основном питались червями, жуками, цикадами, гусеницами, корнями, листьями и желудями. Останки грызунов, змей, лягушек и птиц были обнаружены лишь в 16 % проб фекалий. Считается, что они являются адаптируемыми всеядными животными, использующими различные источники пищи в зависимости от сезона, местных условий и индивидуальных предпочтений.

## Систематика
Arctonyx albogularis впервые был научно описан в 1853 году английским зоологом Эдвардом Блитом под названием Meles albogularis. Описания синонимов опубликовали, в частности, французский натуралист Альфонс Милн-Эдвардс (Meles leucolaemus Milne-Edwards, 1867 и Meles (Arctonyx) obscurus Milne-Edwards, 1871) и британский зоолог Олдфилд Томас (Arctonyx leucolaemus orestes Thomas, 1911 и Arctonyx obscurus incultus Thomas, 1922). Позже все названия вида были признаны синонимами свиного барсука (Arctonyx collaris). В 2008 году американский зоолог Кристофер Хелген, его жена и коллега из Сингапура подтвердили этот вид под названием Arctonyx albogularis после того, как продемонстрировали четкие морфологические различия между тремя видами Arctonyx.